# Арыкова, Нагима Идрисовна
Нагима Идрисовна Арыкова (каз. Нағима Ыдырысқызы Арықова; 20 сентября 1902, Верный, Семиреченская область, Российская империя — 11 апреля 1956, Алма-Ата, Казахская ССР, СССР) — советский и казахский партийный и государственный деятель, одна из организаторов женского движения в Казахстане.

## Биография
Происходит из рода уак.
В 1918 г. окончила педагогические курсы в Ташкенте, продолжила обучение в Семипалатинске (1923) и Москве (1932).
В 1919—1922 гг. — учитель в школах Алма-Аты и Семипалатинска, инструктор Семипалатинского губернского комитета РКП (б).
В 1925—1928 гг. — заведующий отделом по работе среди женщин Каркаралинского уездного комитета РКП(б).
В 1929—1930 гг. — председатель Верховного Суда Казахской АССР.
В 1932—1937 гг. — член бюро и заведующая отделом агитации и пропаганды Западно-Казахстанского обкома КП (б) Казахстана, ответственный редактор журнала «Сталин жолы» («Қазақстан әйелдері»).
В 1937—1938 гг. — народный комиссар социального обеспечения Казахской ССР.
Затем работала в государственных издательствах. Внесла значительный вклад в защиту прав казахских женщин, привлечение их к культуре и образованию. Автор книг «Чем должна заниматься женщина-уполномоченная?» (Кызылорда, 1927), «Свобода трудящихся женщин в Казахстане» (Кызылорда, 1930) и ряда других.
Скончалась 11 апреля 1956 года, похоронена на Центральном кладбище Алматы.